# Корисні копалини Чилі
Корисні копалини Чилі.
Чилі має родов. нафти і газу,  кам'яного і бурого вугілля, зал. і марганцевих, мідних, свинцево-цинкових, молібденових, літієвих, золотих і срібних руд, борної сировини, натуральної селітри і самородної сірки (табл. 1).

## Основні корисні копалини Чилі станом на 1998-99 рр.
| Корисні копалини                         | Запаси       | Запаси   | Вміст корисного компоненту в рудах, % | Частка у світі, % |
| Корисні копалини                         | Підтверджені | Загальні | Вміст корисного компоненту в рудах, % | Частка у світі, % |
| Барит, тис. т                            | 4000         | 8000     | 97 (BaSO4)                            | 1,2               |
| Залізні руди, млн т                      | 530          | 1790     | 53 (Fe)                               | 0,3               |
| Золото, т                                | 1345         | 1778     | 0,7 – 4,5 г/т                         | 2,8               |
| Калійні солі в перерахунку на К2О, млн т | 10           | 50       | 2 (К2О)                               | 0,1               |
| Марганцеві руди, млн т                   | 1            | 22       | 33 (Mn)                               |                   |
| Мідь, тис. т                             | 158440       | 208866   | 1,01 (Cu)                             | 23,7              |
| Молібден, тис. т                         | 1660         | 2724     | 0,017 (Мо)                            | 18,7              |
| Нафта, млн т                             | 11           |          |                                       |                   |
| Природний горючий газ, млрд м³           | 98           |          |                                       | 0,1               |
| Свинець, тис. т                          | 37           | 90       | 2,1 (Pb)                              |                   |
| Срібло, т                                | 16540        | 21540    | 100 г/т                               | 3                 |
| Вугілля, млн т                           | 4593         | 5488     |                                       |                   |
| Апатити, млн т                           | 0,8          | 10       | 16 (Р2О5)                             | 0,02              |
| Цинк, тис. т                             | 16           | 166      | 2,7 (Zn)                              |                   |

Нафта і газ. Запаси нафти і газу незначні. Перше нафтове родовище Манантьялес відкрите в Магеллановому нафтогазоносному бас. в 1945. До кінця ХХ ст. в цьому басейні відкрито понад 100 нафтових, газонафтових і газових родовищ із покладами у відкладах юри і нижньої крейди на глиб. 1,4-3 км. Найбільші родовища (початкові розвідані запаси понад 10 млн т) зосереджені у сх. частині басейну: Посесьйон, Данієль, Пехеррей, Спайтфул, Остіон. Всі газові родовища дрібні (початкові розвідані запаси менше 1 млрд м³). У нафтогазоносному бас. Лебу-Арауко, на шельфі у відкладах олігоцену відкрите газове родовище Тольтен; в басейні Центральної долини – газове родовище Лабранса.
Вугілля. За загальними і розвіданими запасами вугілля Чилі займає 3-є місце в Латинській Америці: 10% ресурсів припадає на антрацити і кам'яне вугілля, інша частина – на буре вугілля. Пром. вугленосні відклади поширені в зах. і півд. частинах країни – в районах Арауко, Вальдивія і Магелланової прот. Осн. родов. бурого вугілля залягають серед палеогенових відкладів в районі Магелланової прот. (Пекет та інш.). Зольність вугілля 17-19%, вихід летких речовин 51%, вміст S менше 1%, теплота згоряння 16,7-20,1 МДж/кг. Прогнозні ресурси басейну оцінюються понад 5 млрд т. Гол. кам'яновугільний басейн – Консепсьйон (розвідані запаси 100 млн т), де в породах еоцену локалізуються антрацити родов. Коронель (Швагер), Лота та ін. Продуктивний горизонт нараховує 3 пласти потужністю 0,7-2,0 м. Вугілля бітумінозне, вологість 40%, теплота згоряння 34,5 МДж/кг. У вугільному районі Вальдивія відомі родов. Вікторія-де-Лебу та ін. У околицях Лебу знаходяться єдині в Південній Америці поклади лігніту.
Залізо. Скарнові родов. залізняка розташовані в Береговій Кордильєрі (Ель-Ромераль, Ель-Альгарробо, Ель-Кармен, Ель-Тофо та ін.). Запаси більшості родов. не  перевищують 100 млн т. Руди магнетит-гематитові, вміст Fe 55-65%. У Гол. Кордильєрі з четвертинним вулканом Ель-Лако пов'язане однойменне, найбільше в країні родов. (загальні запаси руди бл. 1 млрд т). Потужні (до 60 м) лінзи магнетит-гематитових руд містять 65% Fe.
Марганець. Запаси марганцевих руд в країні невеликі. Промислове значення мають осадові пластові родов. Берегові Кордильєри (Ламберт, Корраль-Кемадо та ін.). Вміст Mn в рудах 27-38%. У Гол. Кордильєрі відомі осадово-ексгалаційні вияви марганцю, на півдні Берегової Кордильєри – метаморфогенні.
Літій. За запасами літієвих руд Чилі посідає одне з провідних місць серед промислово розвинених країн (бл. 50% розвіданих запасів). Родов. (Салар-де-Атакама, Аскотан та ін.) знаходяться в Центр. долині і пов'язані з мінералізованими водами саларів – високогірних безстічних озер. На родов. Салар-де-Атакама ресурси літію в каліче (пористі гіпсово-ґалітові породи просякнуті ропою) оцінюються в понад 3 млн т, вміст Li2O 0,3%.
Золото. Прогнозні ресурси золота в країні – 2-5 тис.т, що становить 6-у позицію у світі (поряд з Австралією, Канадою, Ґаною, Індонезією, Папуа Новою Ґвінеєю, Венесуелою і Перу). Корінні і розсипні родов. руд золота відомі на всій тер. країни. Пром. значення мають переважно корінні родов. (Ель-Індія, Гуанако, Пунітакі, Андакольо та ін.). У Береговій Кордильєрі родов. г.ч. золото-сульфідного типу. Золото-срібні родов. Головної Кордильєри пов'язані з неогеновими субвулканічними інтрузіями сер. складу. Великі запаси золота зосереджені на деяких мідно-порфірових родов. (Чукікамата,  Ель-Сальвадор та ін.). Відомі також розсипні родов. (Ріо-де-Оро та ін.).
Мідь. За запасами мідних  руд Чилі займає 1-е місце серед країн світу (23,7% розвіданих запасів, 1998). У півн. і центр. частинах країни відомо понад 400 родов., розташованих у Мідноносному поясі Південної Америки. Високоякісні мідні руди поширені в північній і центральній частині Чилі в берегових хребтах і в Андах. Основна частина запасів (99%) пов'язана з мідно-порфіровими родов., якість сульфідних руд висока. У Береговій Кордильєрі є порівняно невеликі мідно-порфірові родов. верхньої крейди (Андакольо, Сольдадо та ін.). У Гол. Кордильєрі – олігоценові і міоценові родовища, серед яких унікальні за своїми запасами Чукікамата і Ель-Теньєнте, великі – Ріо-Бланко (6,7 млн т) і Лос-Бронсес (розвідані запаси 6,2 млн т металу), Ель-Сальвадор (3,8 млн т) та ін. З юрськими ефузивами Берегової Кордильєри пов'язані пластові поклади мідно-цеолітових родов. Мантос-Бланкос, Буена-Есперанса та ін. Відомо багато гідротермальних жильних родов. (Ель-Індія). Є скарнові (Панульсільо), стратиформні в теригенно-карбонатних породах (Сан-Бартоло), екзогенні (Сагаска та ін.) родов.
Три найважливіших родовища – Чукікамата і Сальвадор на півночі країни і Ель-Теньєнте поблизу Сантьяго – містять бл. 20% світових запасів мідної руди.
Молібден. За  підтвердженими і загальними запасами  молібденових руд Чилі займає 2-е місце у світі (після США, 1999). Чилі володіє 19.8% загальних і 18.7% підтверджених світових запасів молібдену. Основна частина їх укладена в рудах кайнозойських комплексних мідно-порфірових родов. Чукікамата, Ель-Теньєнте, Ель-Сальвадор, Лос-Бронсес, Сольдадо, Мантос-Бланкос та ін. При цьому майже 76% підтверджених запасів сконцентровано у двох надвеликих родовищах: Чукікамата і Ель-Теньєнте. Вміст молібдену в них відносно невисокий – 0,02-0,03%. Молібденові руди ряду родовищ містять також реній, загальні запаси якого оцінюються в 1800 т.
Поліметали. Чилі бідна на свинцево-цинкові руди. Невеликі гідротермальні жильні родовища є на півночі Берегової Кордильєри (Караколес, Лас-Каньяс та ін.). У Патагонській Кордильєрі розвідане колчеданно-поліметалічне родов. Ель-Токо (з вмістом срібла, міді).
Срібло. Понад 80% запасів срібних руд пов'язані з родовищами міді. Більшість родовищ власне срібних руд сконцентрована поблизу узбережжя, у вузькому поясі юрських-нижньокрейдових інтрузивів Берегової Кордильєри (Чаньярсільо,  Чімберос та ін.). Багаті руди приурочені до зони гіпергенезу.
Борні руди зосереджені в ропі саларів Педерналес, Пінтадос, Калієнте та ін. Крім того, бор міститься в селітроносних породах.
Селітра натуральна. У Чилі знаходяться єдині у світі родовища натуральної селітри (нітрату) – Токопілья, Педро-де-Вальдивія, Марія-Елена, Ікіке, Тальталь та ін., які приурочені до порід мезозою. Родовища селітри тягнуться у вигляді довгої переривистої смуги вздовж пустелі Атакама в межах провінцій Тарапака, Антофагаста і Атакама. Нітрат залягає на глиб. 3-20 м. Поклади селітри приурочені до крайових частин саларів (пл. до 300 км²) Центральної долини. Потужність покладів 1-3 м. Вмісти нітрату натрію і калію від 2-3 до 40%. У селітрі присутній йод (0,03-0,12%).
Сірка. Родов. самородної сірки (понад 100) пов'язані з плейстоценовими і четвертинними вулканами Гол. Кордильєри (Ель-Такора, Ольягуе, Ауканкільча, Чутінза, Він-ель-Торо та ін.) і Центр. долини та розташовані в основному на півночі країни.
Інші корисні копалини. Крім того, в Чилі відомі родовища руд вольфраму, стибію, ртуті, бариту, йодатів, уранових, ванадієвих руд, апатитів, калійних солей та ін.